# Richard Gaze

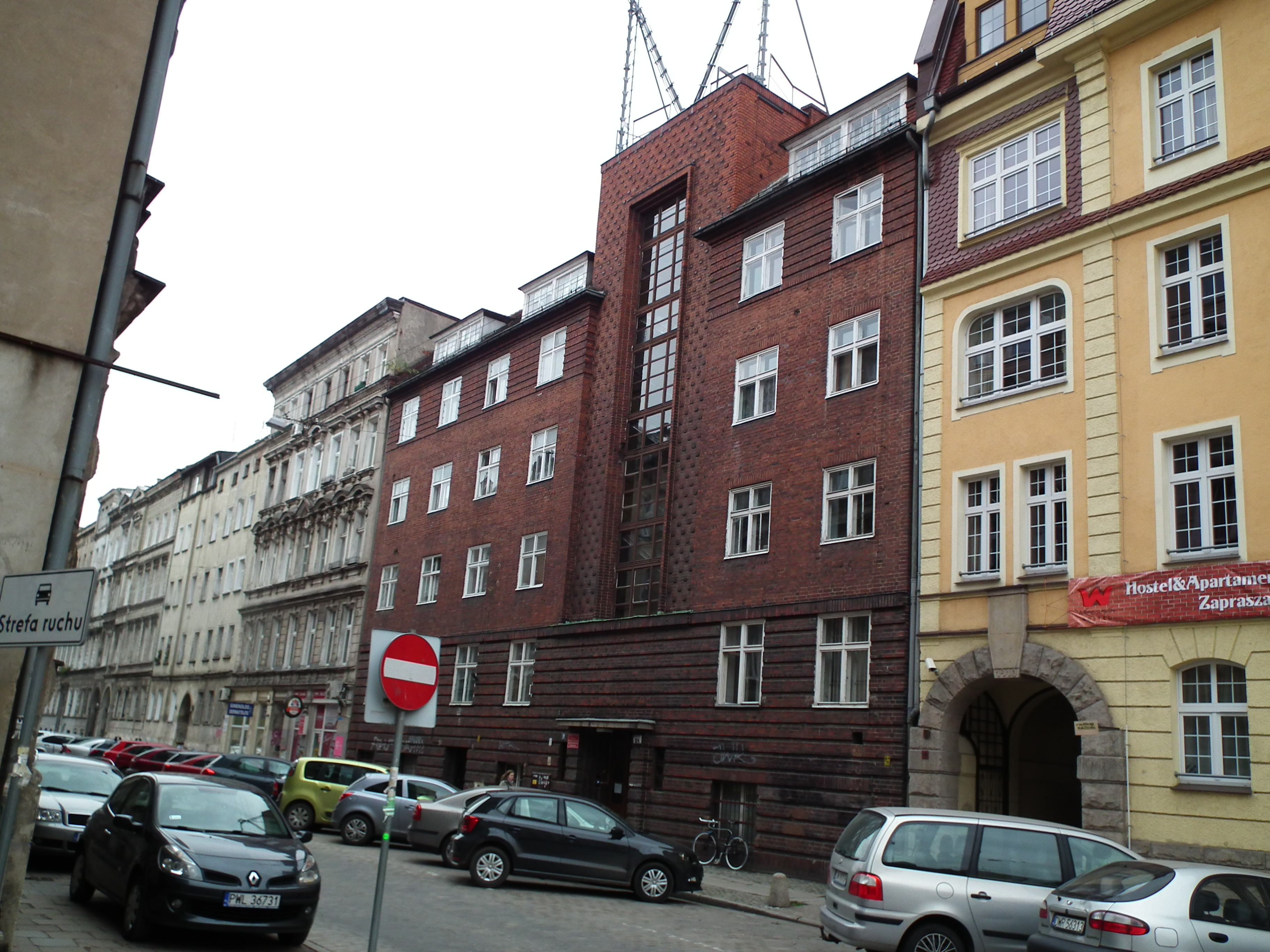
Dom Śląskiego Towarzystwa Dziewcząt Ewangelickich we Wrocławiu przy ul. Komuny Paryskiej 21

Richard Hermann Oskar Gaze (ur. 13 września 1872 we Wrocławiu, zm. 15 kwietnia 1943 tamże – niemiecki architekt działający we Wrocławiu w latach 1900-1942.

## Życiorys
Richard Gaze należał do tych wrocławskich architektów pierwszych dwóch dwudziestoleci XX w., którzy umiejętnie łączyli w swojej twórczości elementy secesji, stylów historycznych, tradycyjnego stylu rodzimego oraz rodzącego się modernizmu. Prowadził w latach 1900-1926 we Wrocławiu wraz z Alfredem Böttcherem pracownię architektoniczną Böttcher & Gaze. Spod ich ręki wyszło wiele projektów wrocławskich willi, kościołów i budynków użyteczności publicznej, m.in.: willa Dzialasa na Zalesiu (1909), ewangelicki kościół św. Jana (1909), siedziba korporacji akademickiej Lusatia (1905), dom towarowy Centawer (1911), kamienica przy dzisiejszej ul. Powstańców Śl. 137, obecnie akademik Atol (1911). Poza Wrocławiem zrealizowali m.in. projekty ratusza w Kamiennej Górze (1904-05), pałacu w Skorogoszczy (1910) hotelu Haus Oberschlesien w Gliwicach (1923), kościoła ewangelickiego na Klecinie (1905), znajdującej się wówczas poza granicami Wrocławia, kościoła ewangelickiego w Obornikach Śląskich (1905), kościoła ewangelickiego w Prusicach (1909). Samodzielnie wykonał projekty: domu Śląskiego Towarzystwa Dziewcząt Ewangelickich przy dzisiejszej ul. Komuny Paryskiej 21, gdzie obecnie siedzibę ma Instytut Studiów Klasycznych, Śródziemnomorskich i Orientalnych UWr (1930) oraz nieistniejące już budynki Macierzystego Domu Diakonijnego na Gliniankach przy obecnej ul. Bardzkiej (1935).

## Literatura
- Rafał Eysymontt, Jerzy Ilkosz, Agnieszka Tomaszewicz, Jadwiga Urbanik (red.): Leksykon architektury Wrocławia. Wrocław: Via Nova, 2011. Brak numerów stron w książce